# 布田駅
布田駅（ふだえき）は、東京都調布市国領町5丁目にある、京王電鉄京王線の駅である。京王中央管区所属。駅番号はKO17。
京王電鉄の前身である京王電気軌道が、1913年（大正2年）4月15日に最初の開業区間である笹塚 - 調布間を開通した後、1917年（大正6年）に国領駅と調布駅の間に追加設置された駅である。なお、当駅と国領駅は国領町に、調布駅は調布市布田に所在する。

## 歴史
- 1913年（大正2年）4月15日 - 京王電気軌道が笹塚駅 - 調布駅間を開業[1][2][3]。
- 1917年（大正6年）[2][3] - 甲州街道（現在の旧甲州街道）との交差地点[2]に京王電気軌道の駅として開業（京王発行の記録には開業の月日が記載されていない[2][3]）。
- 1927年（昭和2年）12月17日 - 現在地に移設[2]。
- 1944年（昭和19年）5月31日 - 東京急行電鉄（大東急）に合併、同社京王線の駅となる[1]。
- 1948年（昭和23年）6月1日 - 東急から京王帝都電鉄が分離。同社の駅となる[1]。
- 1994年（平成6年）3月22日：ホームが10両編成分に延伸され、供用を開始する[4]。
- 2007年（平成19年）3月4日 - 駅舎を従来の地下駅舎から仮設橋上駅舎に移転[5][6]。バリアフリー化。
- 2012年（平成24年）8月19日 - 京王線調布駅付近連続立体交差事業により、隣接する調布駅・国領駅とともに地下駅となる[1]。
- 2013年（平成25年）2月22日 - 京王電鉄での駅ナンバリング導入[1]に伴い、KO17が付与される。
- 2020年（令和2年）2月14日 - 列車接近メロディを「いつでも夢を」に変更[7][8]。日活映画『いつでも夢を』が布田駅最寄りの日活調布撮影所で製作されたことにちなみ、京王電鉄と調布市の地域活性化事業「映画のまち調布」のタイアップ事業として制定された[7][8]。

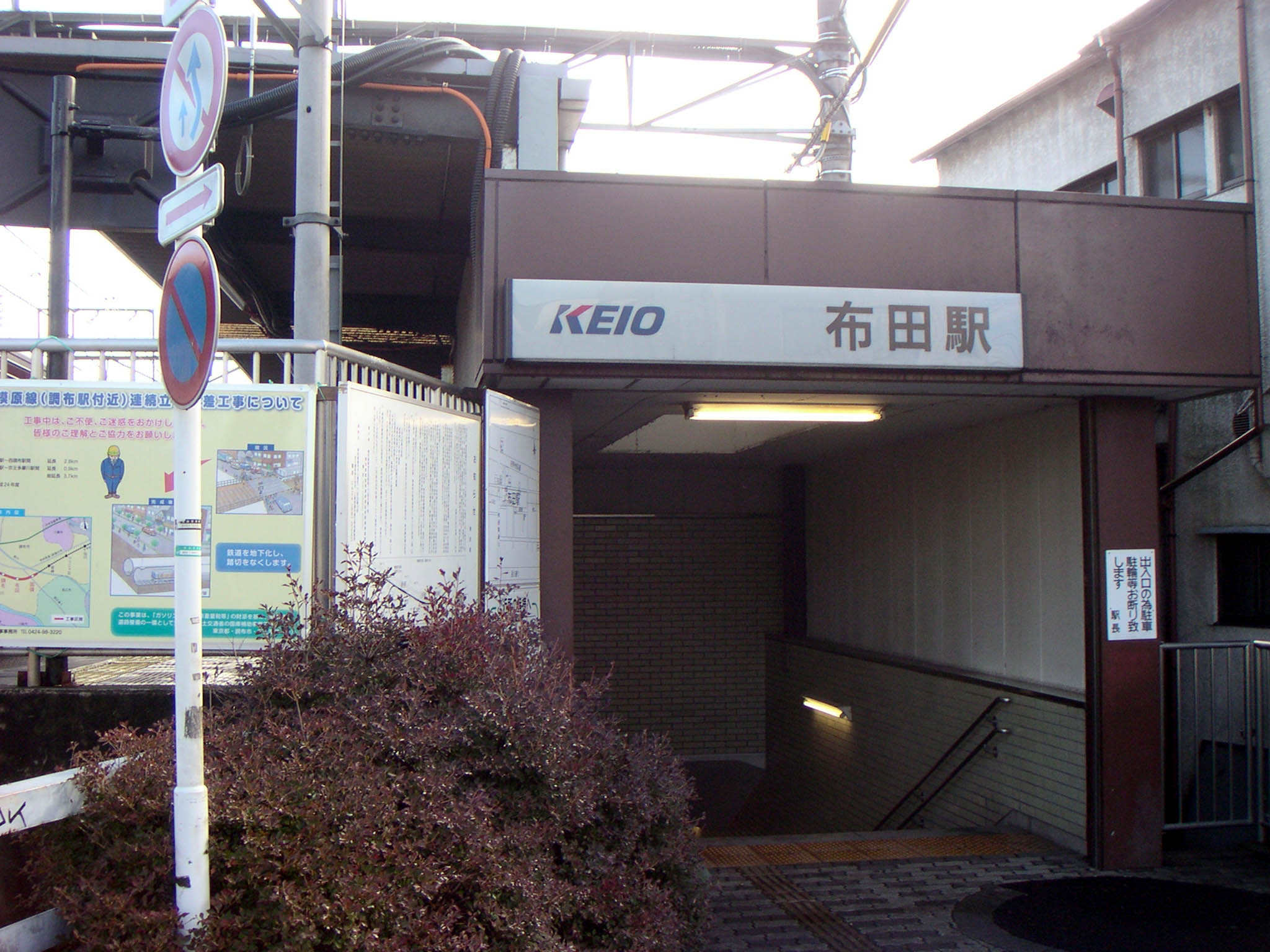
地下駅舎時代の駅入口（2005年11月）
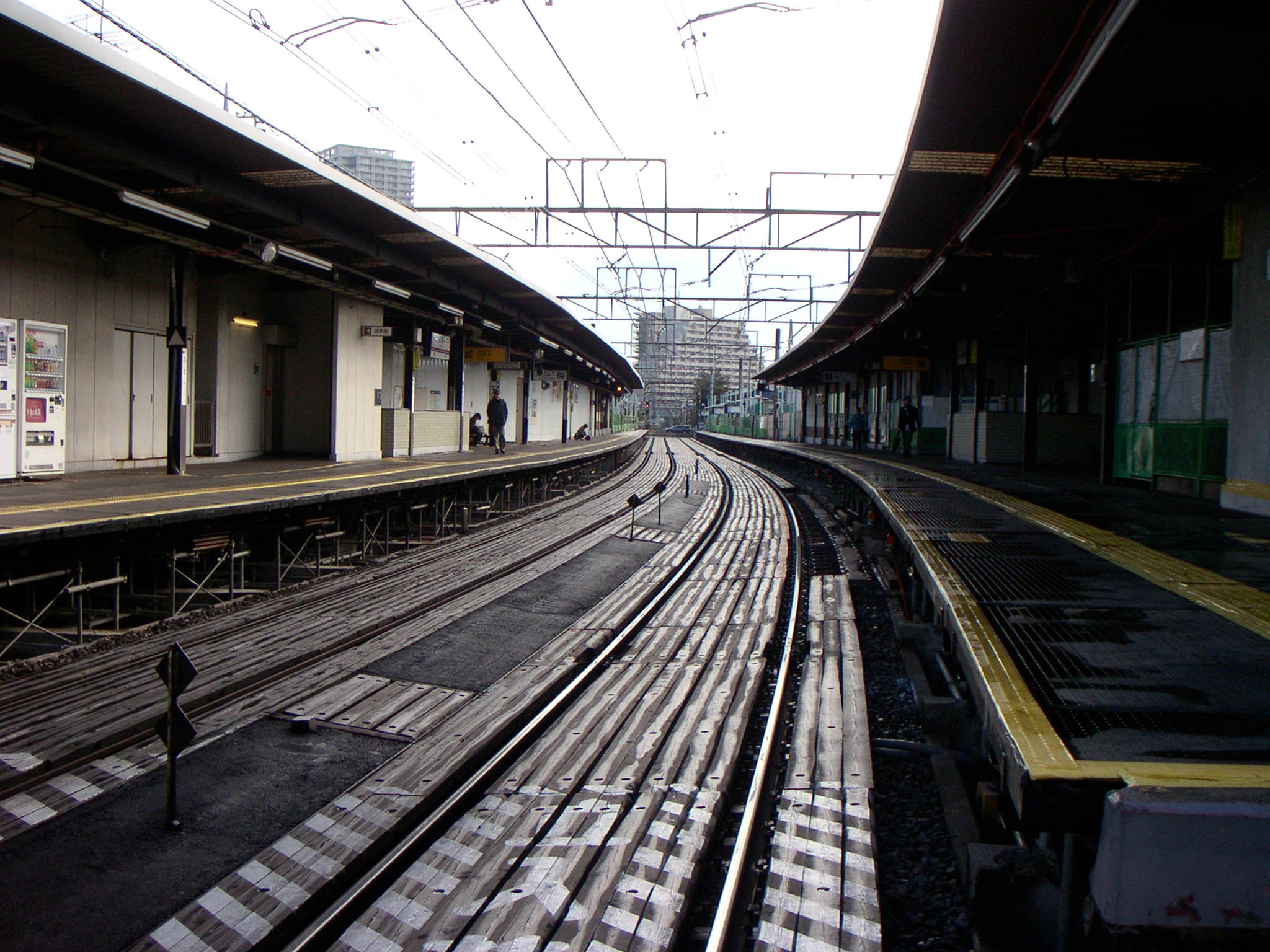
ホーム（2005年11月）
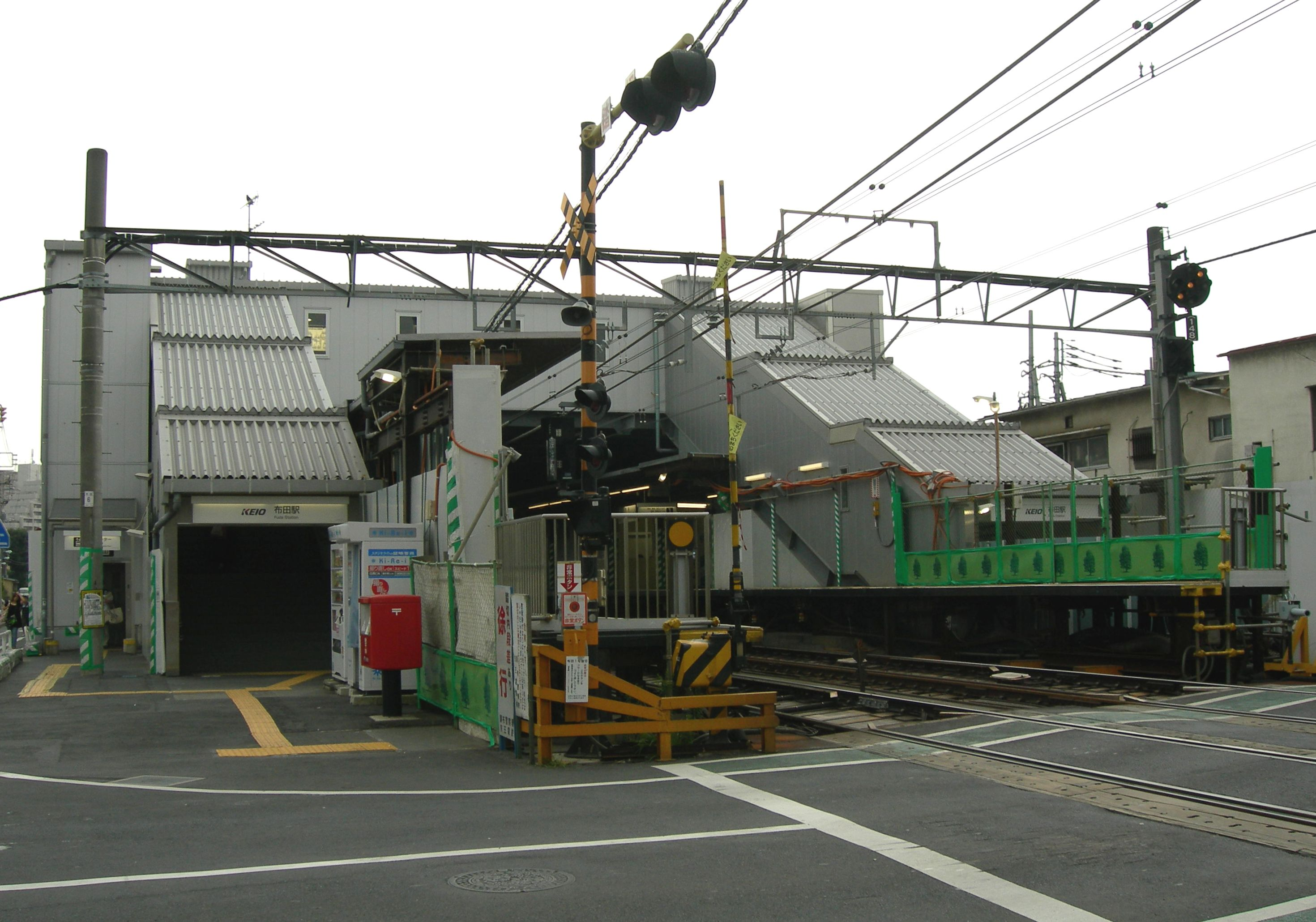
仮設橋上駅舎・ホーム（2009年8月）

### 駅名の由来
駅名は地名に由来する。古来より、駅所在地付近は「布」の生産が盛んな土地であったことから、「布の田んぼ」という意味で「布田」の地名が生まれた。多摩川の流路の変遷に伴って、布田の一部は多摩川の対岸となり、明治末期に神奈川県所属となった（現在の川崎市多摩区布田）。

## 駅構造
島式ホーム1面2線を有する地下駅。地上駅時代は相対式ホーム2面2線だった。京王線調布駅付近連続立体交差事業による工事期間中は地下駅舎から仮設橋上駅舎となっていた。
エレベーター、エスカレーター、ホームドア、だれでもトイレ設置。地下化の際にホームドアが設置されたが、当駅は列車風対策のため可動式ホーム柵ではなくフルスクリーン式のものが採用され（京王電鉄では唯一）、天井まで密閉されているタイプである。

### のりば
| 番線 | 路線   | 方向 | 行先                           |
| ---- | ------ | ---- | ------------------------------ |
| 1    | 京王線 | 下り | 京王八王子・橋本・高尾山口方面 |
| 2    | 京王線 | 上り | 新宿方面                       |

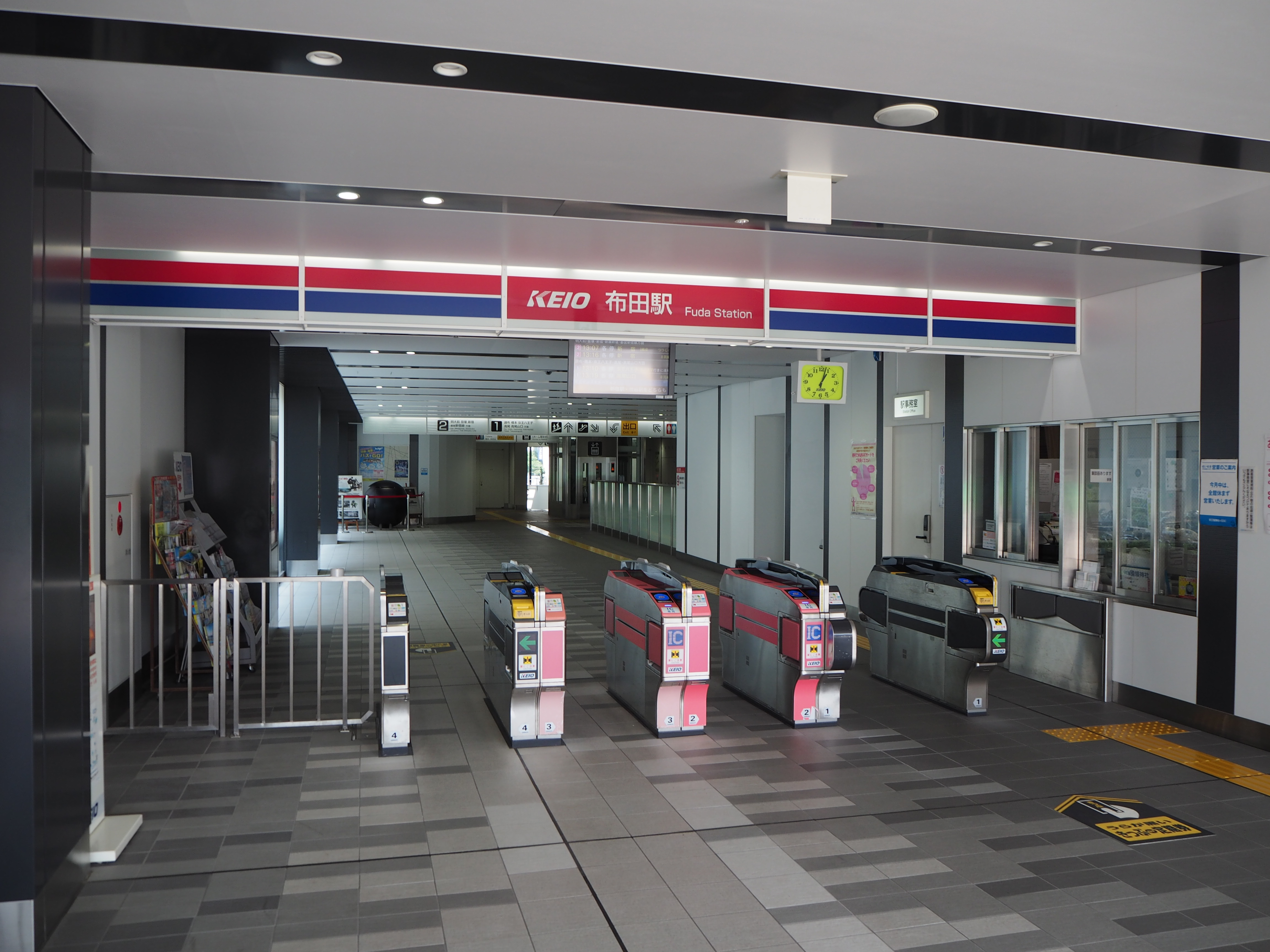
改札口（2015年7月）
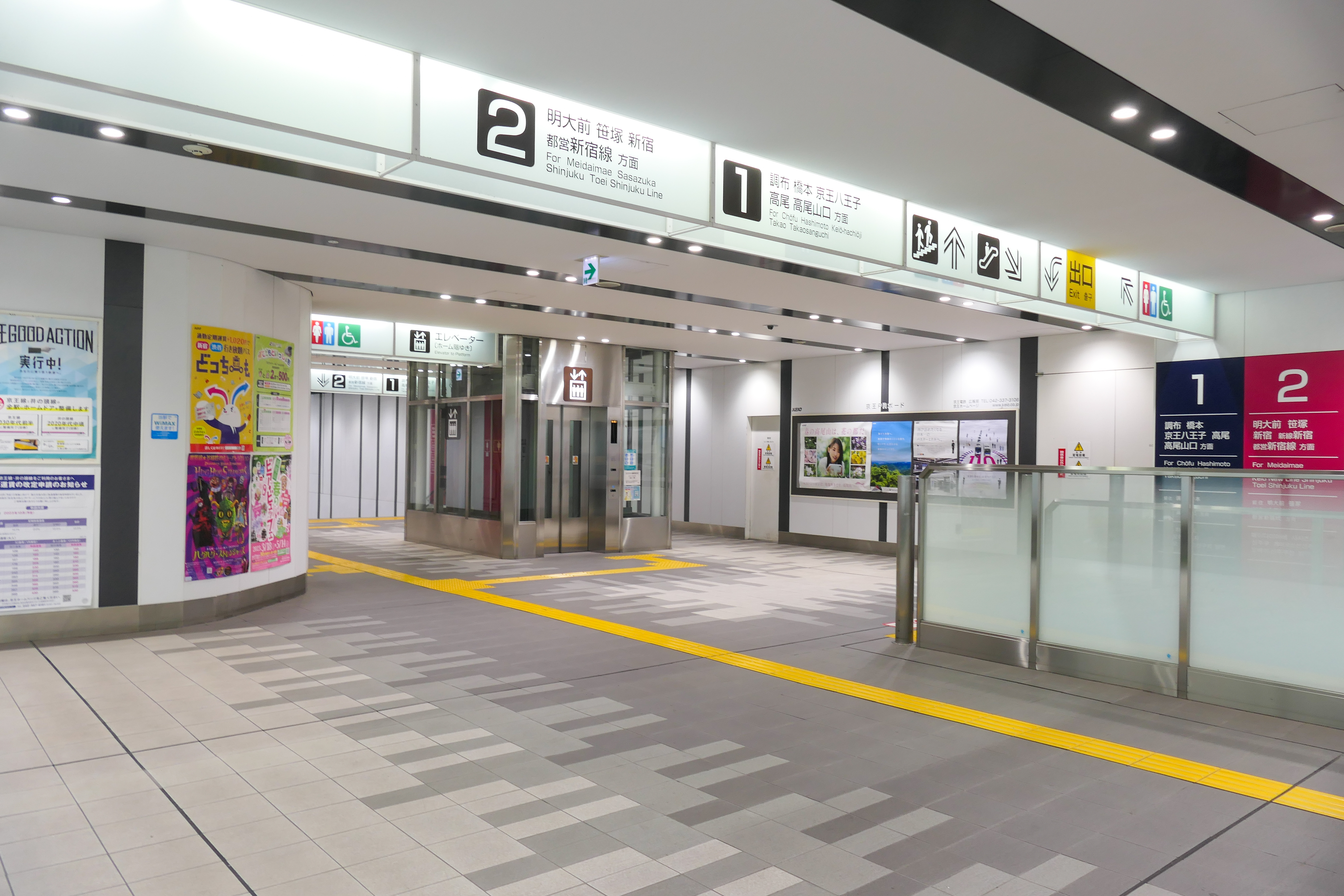
コンコース（2023年4月）
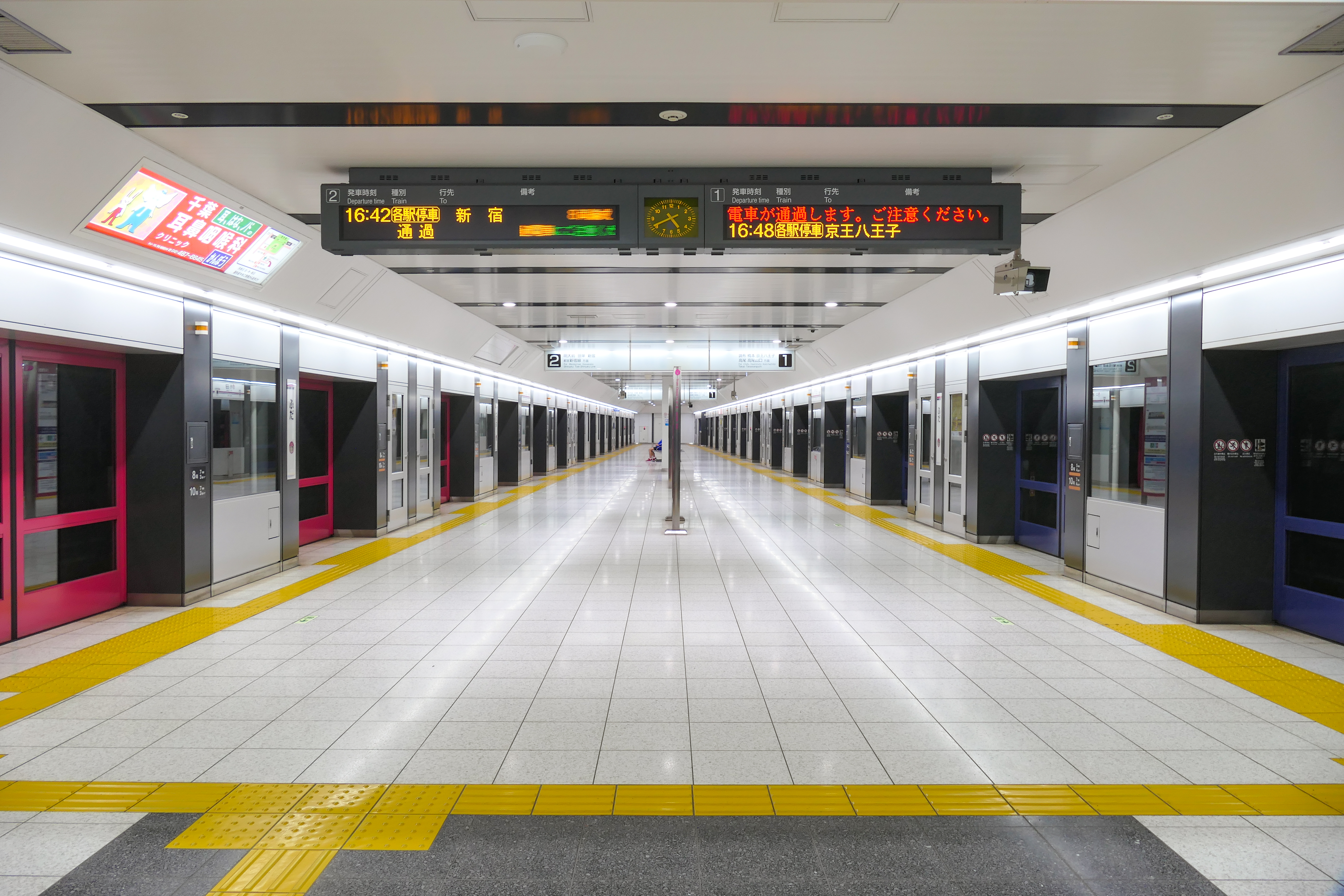
ホーム（2023年4月）

## 利用状況
2024年度の1日平均乗降人員は13,497人である。
近年の1日平均乗降人員及び乗車人員の推移は下表の通りである。
| 年度               | 1日平均 乗降人員 | 1日平均 乗車人員 | 出典     |
| ------------------ | ---------------- | ---------------- | -------- |
| 1955年（昭和30年） | 3,208            |                  |          |
| 1960年（昭和35年） | 4,547            |                  |          |
| 1965年（昭和40年） | 5,102            |                  |          |
| 1970年（昭和45年） | 4,877            |                  |          |
| 1975年（昭和50年） | 4,524            |                  |          |
| 1980年（昭和55年） | 9,736            |                  |          |
| 1985年（昭和60年） | 11,189           |                  |          |
| 1990年（平成02年） | 11,960           | 5,890            | [ * 1 ]  |
| 1991年（平成03年） |                  | 6,085            | [ * 2 ]  |
| 1992年（平成04年） |                  | 6,041            | [ * 3 ]  |
| 1993年（平成05年） |                  | 6,137            | [ * 4 ]  |
| 1994年（平成06年） |                  | 6,079            | [ * 5 ]  |
| 1995年（平成07年） | 12,773           | 6,276            | [ * 6 ]  |
| 1996年（平成08年） |                  | 6,395            | [ * 7 ]  |
| 1997年（平成09年） |                  | 6,485            | [ * 8 ]  |
| 1998年（平成10年） |                  | 6,633            | [ * 9 ]  |
| 1999年（平成11年） | 13,659           | 6,686            | [ * 10 ] |
| 2000年（平成12年） | 13,994           | 6,844            | [ * 11 ] |
| 2001年（平成13年） | 14,024           | 6,836            | [ * 12 ] |
| 2002年（平成14年） | 14,208           | 6,934            | [ * 13 ] |
| 2003年（平成15年） | 14,472           | 7,060            | [ * 14 ] |
| 2004年（平成16年） | 14,625           | 7,142            | [ * 15 ] |
| 2005年（平成17年） | 14,913           | 7,362            | [ * 16 ] |
| 2006年（平成18年） | 14,983           | 7,490            | [ * 17 ] |
| 2007年（平成19年） | 15,609           | 7,825            | [ * 18 ] |
| 2008年（平成20年） | 15,746           | 7,912            | [ * 19 ] |
| 2009年（平成21年） | 15,635           | 7,847            | [ * 20 ] |
| 2010年（平成22年） | 15,573           | 7,816            | [ * 21 ] |
| 2011年（平成23年） | 15,379           | 7,699            | [ * 22 ] |
| 2012年（平成24年） | 15,366           | 7,710            | [ * 23 ] |
| 2013年（平成25年） | 15,719           | 7,896            | [ * 24 ] |
| 2014年（平成26年） | 16,006           | 8,033            | [ * 25 ] |
| 2015年（平成27年） | 16,466           | 8,246            | [ * 26 ] |
| 2016年（平成28年） | 16,638           | 8,348            | [ * 27 ] |
| 2017年（平成29年） | 16,629           | 8,348            | [ * 28 ] |
| 2018年（平成30年） | 16,792           | 8,427            | [ * 29 ] |
| 2019年（令和元年） | 16,784           | 8,418            | [ * 30 ] |
| 2020年（令和02年） | 11,918           | 6,003            | [ * 31 ] |
| 2021年（令和03年） | 11,846           | 6,033            | [ * 32 ] |
| 2022年（令和04年） | 12,459           |                  |          |
| 2023年（令和05年） | 13,108           |                  |          |
| 2024年（令和06年） | 13,497           |                  |          |

## 駅周辺
かつては京王線の開かずの踏切により駅の南北が分断されていたが、連続立体交差事業による駅地下化に伴い、駅前広場が整備された。
駅前にはコンビニエンスストアや小規模店舗のみで商業施設は少ない。旧甲州街道沿いに商店街「不動商店会」の店舗が軒を連ねており（名称は調布不動尊に由来）、商店街は調布駅北口周辺の商店街から国領駅周辺まで一体的に連続している。
- 円福寺
- 調布不動尊 常性寺
- 國領神社 - 藤の古木「千年乃藤」で知られる神社。
- 下布田遺跡 - 布田6丁目 ※重要文化財
- 日活調布撮影所 - 染地2丁目
- 調布国領五郵便局
- 調布八雲台郵便局
- 調布市立八雲台小学校
- 多摩川病院
- 京王バス調布営業所
- 多摩信用金庫調布支店
- 東横INN調布京王線布田駅

### バス路線
地上駅時代の駅前は狭隘で路線バスは乗り入れていなかったが、駅地下化後の再開発事業により駅前にロータリーができ「布田駅」停留所が新設された。乗り入れているバスは京王バスの路線が少数停車するのみである。
旧甲州街道上には「布田」停留所があり、京王バスおよび小田急バスの路線が発着し、地上駅時代から主にこちらの停留所が利用されている。ただし、2022年より調布駅方面へ向かう土休日の一部の便は国道20号(新道)を経由するため、「布田」停留所も新道沿いに設置された停留所へ停車する。

## 隣の駅
京王電鉄
 京王線
■特急・■急行・■区間急行・■快速
通過
■各駅停車
国領駅 (KO16) - 布田駅 (KO17) - 調布駅 (KO18)
- 2010年までは調布市花火大会開催時に特急・準特急・急行・快速が臨時停車していた（2011年は東日本大震災の影響で開催中止、2012年以降も臨時停車不実施）。